# Marija Mitrovic
Marija Mitrovic (nacida el 2 de marzo de 1983, Leskovac, Serbia), es una cantante de pop y rock de Serbia. Actualmente miembro del grupo Creative Band. 
Desde temprana edad le gustaba cantar. Su primera aparición pública fue cuando tenía sólo 5 años. De pequeña formaba parte de un coro de la radio, participó en muchos festivales de música y bailaba folklore nacional serbio.
- Datos: Q6763320